# Lute
Lute (/ljuːt/  hoặc /luːt/), còn gọi là đàn luýt là bất kỳ nhạc cụ dây nào có cổ đàn và lưng tròn sâu bao quanh một khoang rỗng, thường có lỗ âm thanh hoặc mở trong thân đàn. Nó có thể được chặn khung hoặc không có chặn khung

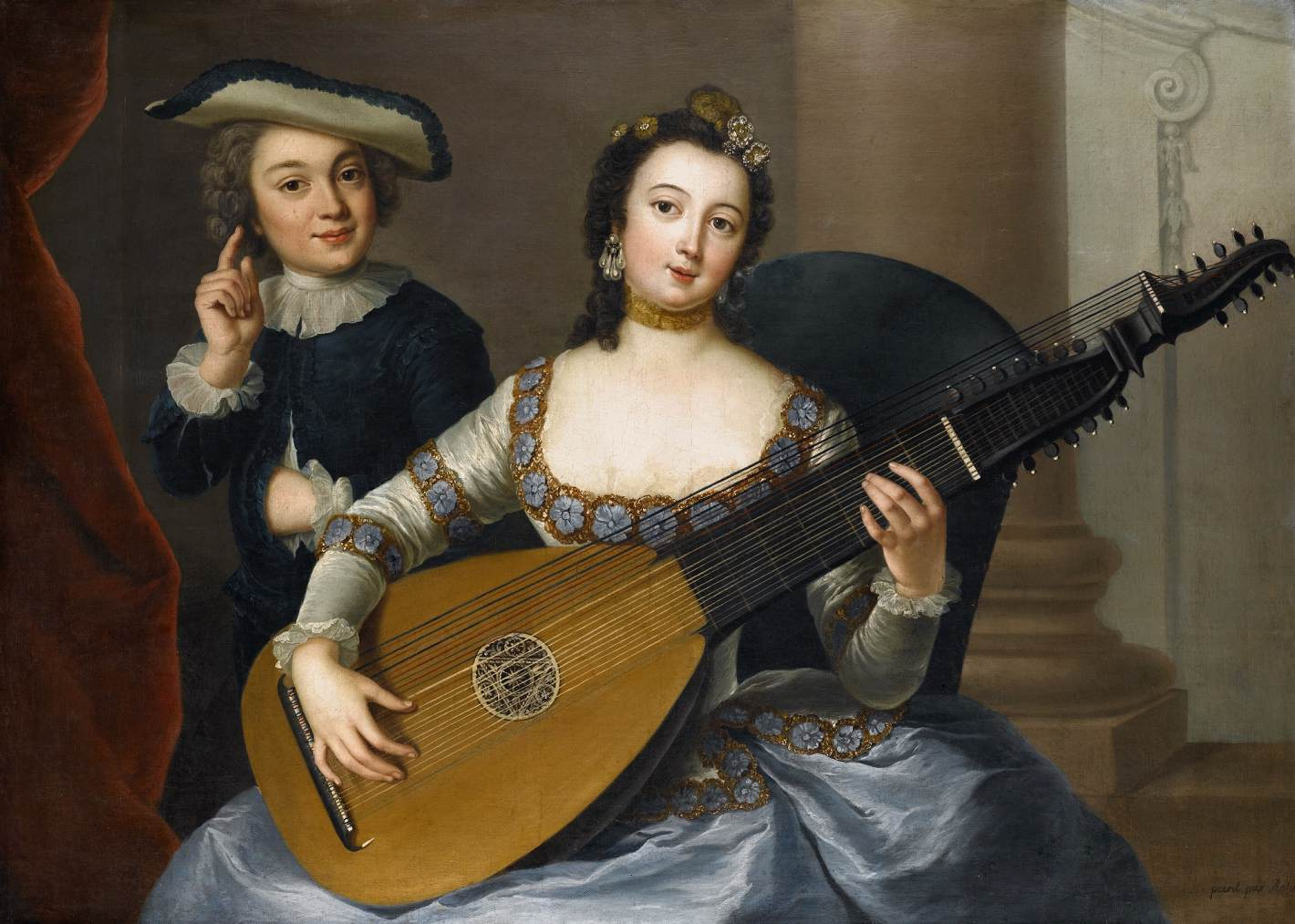

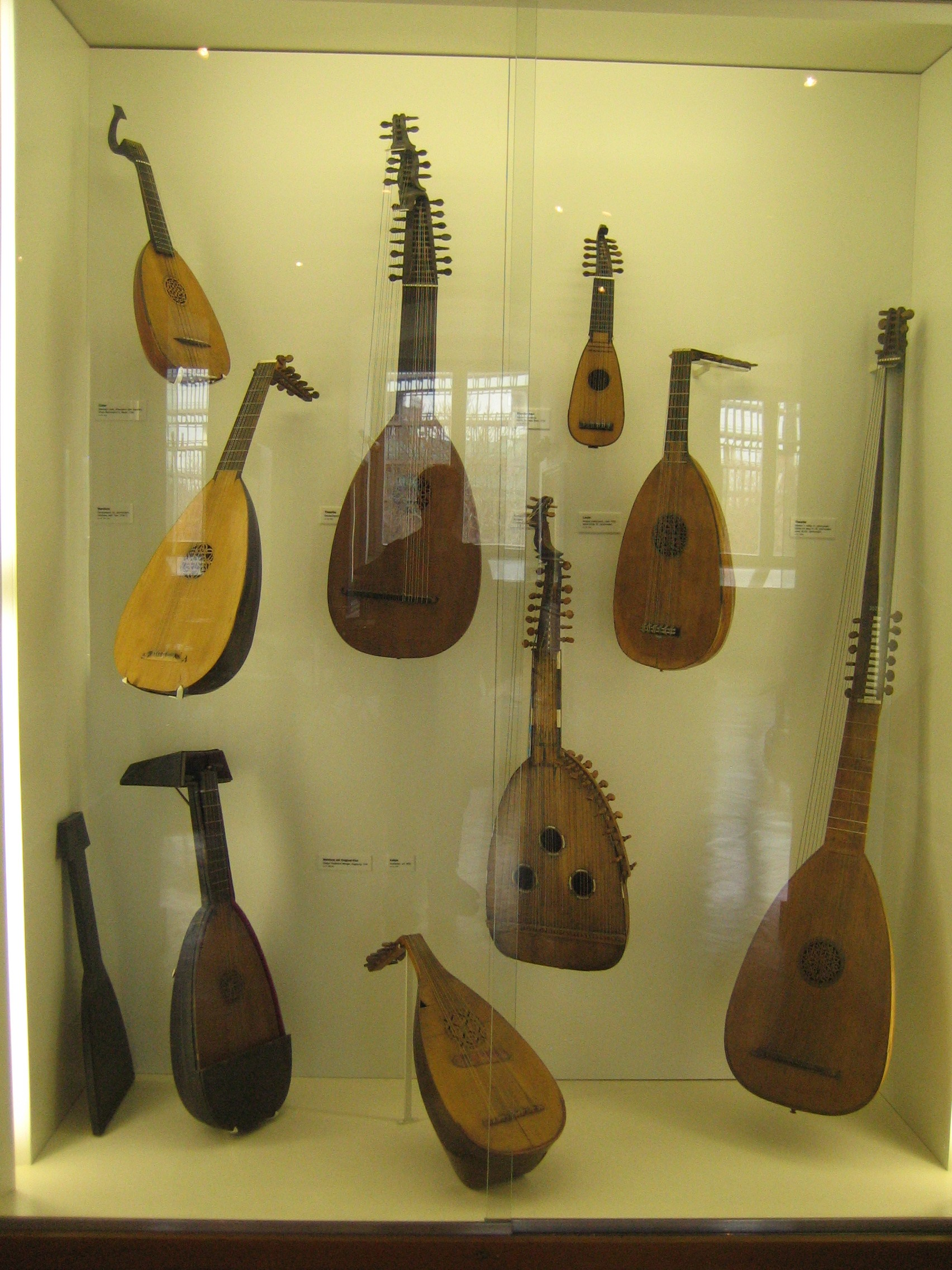
Vài loại đàn luýt được trưng bày tại Viện bảo tàng Đức

Cụ thể hơn, thuật ngữ "lute" có thể chỉ một nhạc cụ từ gia đình của những người châu Âu. Thuật ngữ này cũng thường dùng để chỉ bất kỳ nhạc cụ dây nào có dây chạy trong mặt phẳng song song với bảng âm thanh (trong hệ thống Hornbostel-Sachs).
Các dây được gắn vào các chốt hoặc cột ở cuối cổ đàn, có một số loại cơ chế xoay để cho phép người chơi tăng độ căng của dây hoặc nới lỏng độ căng trước khi chơi (tương ứng tăng hoặc giảm độ cao của âm thanh của dây), sao cho mỗi dây được điều chỉnh đến một cao độ cụ thể (hoặc nốt). Cây đàn được gảy hoặc đập bằng một tay trong khi tay kia "chặn dây" (ấn xuống) dây trên bảng điều khiển của cổ đàn. Bằng cách nhấn các chuỗi trên các vị trí khác nhau của bảng điều khiển, người chơi có thể rút ngắn hoặc kéo dài phần của chuỗi đang rung, do đó tạo ra các nốt cao hơn hoặc thấp hơn.
Đàn luýt châu Âu và đàn oud Cận Đông hiện đại có nguồn gốc từ một tổ tiên chung thông qua các con đường tiến hóa khác nhau. Đàn được sử dụng trong rất nhiều nhạc cụ từ thời trung cổ đến cuối thời đại Baroque và là nhạc cụ quan trọng nhất cho âm nhạc thế tục trong thời Phục hưng. Trong âm nhạc Baroque thời đại, đàn luýt được sử dụng như một trong những công cụ mà chơi basso continuo đệm phần. Nó cũng là một nhạc cụ đi kèm trong các tác phẩm thanh nhạc. Người chơi đàn lute ngẫu hứng ("nhận ra") một bản đệm hợp âm dựa trên phần bass đã tìm, hoặc chơi một bản nhạc đệm (cả ký hiệu âm nhạc và bản nhạc ("tab") được sử dụng cho đàn). Là một nhạc cụ nhỏ, đàn lute tạo ra âm thanh tương đối yên tĩnh.